# Z280

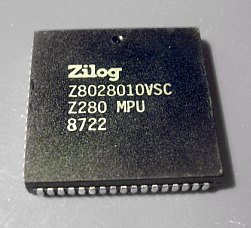
Z280（PLCCパッケージ

Z280 は、ザイログが1987年に発表した16ビットマイクロプロセッサであり、Z80とのバイナリー互換を保った形の製品で、しかも最大25MHzまで動作周波数を引き上げ可能だった。NMOS版Z800のZ8216バージョン(データバスはZ-BUSで16ビット幅、MMUは16MBサポートのバージョン)を若干改良した CMOS 版に基づいているが、ブート時のコンフィギュレーションにより、外部バスを8ビット幅のZ80バスに設定することも出来る。ライバル各社からは1980年にはMotorolaがMC68000を発表、1982年にはIntelの80286も登場しており、その影響でZ280は商業的には完全な失敗となった。

## 概要

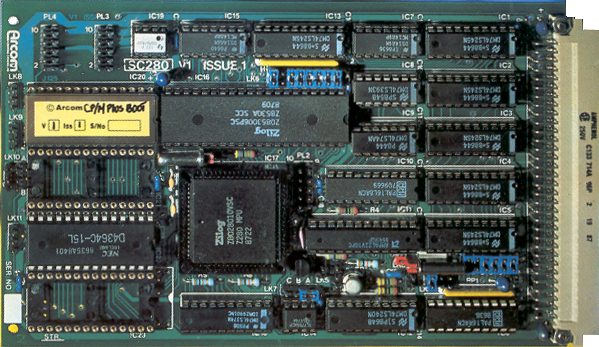
STEbusを備えた Z280。

メモリ管理ユニット (MMU) を内蔵し、アドレス空間を 16 MB に拡張し、マルチタスクとマルチプロセッサ機能を備え、コプロセッサ構成が可能で、256バイトのキャッシュメモリを備え、命令やアドレッシングモードも豊富であった（組合せは2000以上）。ハードウェア乗算、除算、符号拡張を含む32ビットデータ演算を効率的に処理することができる。スーパーバイザーとユーザーの動作モードがあり、オプションで両モードで命令とデータ用に別々のアドレス空間を使用できる（合計4つのアドレス空間が可能）。
内部のクロック信号は外部クロック信号の1倍、2倍、4倍の速度で動作するように設定でき（例えば、バスが4MHzなら、CPUは16MHz）、Z80とは異なり、Z280はアドレス・バスとデータ・バスに多重化配置を採用している。

## 特徴的な機能
Z280は、当時としては先進的な次のような機能を数多く備えていたが、そのほとんどは、Zilog製プロセッサーでは二度と見られないものだった。
- オンチップ命令、and/or データキャッシュ、またはオンチップRAM
- 命令パイプライン化
- 高性能16ビットZ-BUSインターフェイス、または8ビットZ80互換バス・インターフェイス
- メモリ保護機能付きMMU内蔵[3]
- 命令JAFとJARでどのレジスタ・セットがコンテキストにあるかを決定する機能
- 3つのオンチップ16ビット カウンタ/タイマー
- 4つのオンチップDMAチャネル
- オンチップ全二重UART
- ユーザーI/Oトラップ
- スーパーバイザモード（特権命令（英語版））
- 不正命令（英語版）トラップ
- コプロセッサ・エミュレーション・トラップ
- バーストモードメモリアクセス
- 多くのバス構成モードを備えたマルチプロセッサ・サポート
- アクセラレーション通信インターフェイスによる複数の外部コプロセッサのサポート
- 複数のI/Oページ。eZ80のようにI/Oポートのアドレス範囲を制限したり、Z180のように既存のマザーボードデバイスと競合したりすることなく、内部I/Oデバイスも使用可能。
- スタックオーバーフロー警告

## 商業的には不成功
Z80の拡張としては、1986年に日立製作所が発表したHD64180や2001年にザイログが発表したeZ80などの方が商業的には成功している。

この記事は2008年11月1日以前にFree On-line Dictionary of Computingから取得した項目の資料を元に、GFDL バージョン1.3以降の「RELICENSING」(再ライセンス) 条件に基づいて組み込まれている。